# Nora Ephron
Nora Ephron (New York, 19 maggio 1941 – New York, 26 giugno 2012) è stata una regista, produttrice cinematografica, sceneggiatrice commediografa, scrittrice e giornalista statunitense.
Tra i suoi lavori principali le sceneggiature di Silkwood (1983), Heartburn - Affari di cuore (1986) e Harry, ti presento Sally... (1989), con il quale vinse il BAFTA Award per la migliore sceneggiatura originale e fu classificato dalla Writers Guild of America come la 40ª migliore sceneggiatura di tutti i tempi. Nella regia la commedia drammatica This Is My Life (1992), le commedie romantiche Insonnia d'amore (1993), Michael (1996), C'è posta per te (1998), Vita da strega (2005) e il film biografico Julie & Julia (2009). Scrisse anche articoli per Esquire, Cosmopolitan e The New Yorker.

## Biografia
Nacque a New York il 19 maggio 1941 da una famiglia ebrea. Era la maggiore di quattro figlie e crebbe a Beverly Hills, in California. I suoi genitori, Phoebe (nata Wolkind) e Henry Ephron, erano entrambi drammaturghi e sceneggiatori nati sulla East Coast. La chiamarono Nora come la protagonista dell'opera teatrale Una casa di bambola di Henrik Ibsen. Anche le sorelle minori di Nora, Delia e Amy, erano scrittrici. Sua sorella Hallie Ephron era una giornalista, recensore di libri e scrittrice di romanzi gialli. I genitori di Ephron basarono l'ingenuo personaggio nella versione teatrale e cinematografica di Take Her, She's Mine sulla ventiduenne Nora e le sue lettere dal college; Sandra Dee interpretò il personaggio basato su Nora nella versione cinematografica, con James Stewart nel ruolo del padre. Entrambi i suoi genitori divennero alcolisti durante i loro anni di declino.
Da studentessa delle superiori, Ephron sognava di andare a New York per diventare un'altra Dorothy Parker, una poetessa, scrittrice, satirica e critica americana. Ephron citò il suo insegnante di giornalismo del liceo, Charles Simms, come ispiratore per la sua carriera nel giornalismo. Si diplomò alla Beverly Hills High School nel 1958 e al Wellesley College nel Massachusetts nel 1962 con una laurea in scienze politiche.

## Carriera
Dopo essersi laureata a Wellesley, Ephron lavorò brevemente come stagista alla Casa Bianca del presidente John F. Kennedy. Ha anche fatto domanda per diventare una giornalista di Newsweek.  Dopo che le fu detto che non assumevano scrittrici, accettò un posto come postina. Dopo aver lasciato Newsweek perché non le era permesso scrivere, Ephron ha partecipato a un'azione legale collettiva contro la rivista per discriminazione sessuale, descritta nel libro The Good Girls Revolt: How the Women of Newsweek Sued Their Bosses and Changed the Workplace di Lynn Povich; sia la causa che il ruolo di Ephron sono stati romanzati in una serie Amazon del 2016 con il titolo principale simile Good Girls Revolt.
Dopo che una satira su Monocle, che scrisse prendendo in giro il New York Post, attirò l'attenzione del direttore; Ephron accettò un lavoro al Post, dove lavorò come reporter per cinque anni. Nel 1966, diede la notizia al Post che Bob Dylan aveva sposato Sara Lownds in una cerimonia privata. Dopo essere diventata una scrittrice di successo, tenne una rubrica sulle questioni femminili per Esquire.  In questo ruolo, Ephron si fece un nome scrivendo A Few Words About Breasts, un saggio umoristico sull'immagine del corpo che "la consacrò come l'enfant terrible del New Journalism".  Mentre lavorava per Esquire, si è occupata di argomenti di ampio respiro come Dorothy Schiff, il suo ex capo e proprietaria del Post; Betty Friedan, che ha rimproverato per aver perseguito una faida con Gloria Steinem; e la sua alma mater Wellesley, che secondo lei aveva prodotto "una generazione di donne docili e poco avventurose". Nel 1968 una pubblicazione su Cosmopolitan riguardante Women's Wear Daily provocò la minaccia di una causa da parte di WWD.
Ephron ha riscritto una sceneggiatura per Tutti gli uomini del presidente a metà degli anni '70, insieme al suo allora marito, il giornalista investigativo Carl Bernstein. Anche se la sceneggiatura non fu utilizzata, fu vista da qualcuno che offrì alla Ephron il suo primo lavoro di sceneggiatrice, per un film per la televisione. Fu l'inizio della sua carriera di sceneggiatrice.

### Anni 1980
Esordì alla regia nel 1992 con il film This Is My Life, seguito da Insonnia d'amore con Meg Ryan e Tom Hanks, Agenzia salvagente, Michael con John Travolta e C'è posta per te.
Oltre a sceneggiare tutti i film da lei diretti, contribuì alla stesura di molti film di successo come Silkwood di Mike Nichols, Harry, ti presento Sally... di Rob Reiner e Avviso di chiamata diretto da Diane Keaton.
Nel 2006 pubblicò Il collo mi fa impazzire - Tormenti e beatitudini dell'essere donna, portato in Italia dai tipi di Feltrinelli nel 2007.
Morì il 26 giugno 2012, di leucemia.

## Vita privata
Fu sposata tre volte: la prima con lo scrittore Dan Greenberg, la seconda col giornalista Carl Bernstein, dal quale ebbe due figli, Jacob e Max (la fine del loro matrimonio ispirò la Ephron nella sceneggiatura di Heartburn - Affari di cuore) e l'ultima col giornalista di cronaca nera e sceneggiatore Nicholas Pileggi, con cui rimase sposata fino alla morte.

## Filmografia

### Regista e sceneggiatrice
- This Is My Life (1992)
- Insonnia d'amore (Sleepless in Seattle) (1993)
- Agenzia salvagente (Mixed Nuts) (1994)
- Michael (1996)
- C'è posta per te (You've Got Mail) (1998)
- Vita da strega (Bewitched) (2005)
- Julie & Julia (2009)

### Regista
- Magic Numbers - Numeri magici (Lucky Numbers) (2000)

### Sceneggiatrice

#### Cinema
- Silkwood, regia di Mike Nichols (1983)
- Heartburn - Affari di cuore (Heartburn), regia di Mike Nichols (1986)
- Cookie, regia di Susan Seidelman (1989)
- Harry, ti presento Sally... (When Harry Met Sally), regia di Rob Reiner (1989)
- Il testimone più pazzo del mondo (My Blue Heaven), regia di Herbert Ross (1990)
- Avviso di chiamata (Hanging Up), regia di Diane Keaton (2000)
- Acting for the Camera, regia di Justin Nowell cortometraggio (2009)

#### Televisione
- La costola di Adamo (Adam's Rib) – serie TV, episodio 1x09 (1973)
- Il perfetto gentiluomo (Perfect Gentlemen), regia di Jackie Cooper – film TV (1978)
- L'Amour, la mort, les fringues, regia di Serge Khalfon – film TV (2011)

## Teatro
- Imaginary Friends (2002)
- Love, Loss, and What I Wore (2008)
- Lucky Guy (2013)

## Saggi
- Il collo mi fa impazzire. Tormenti e beatitudini dell'essere donna (I Feel Bad About My Neck: And Other Thoughts on Being a Woman) – Feltrinelli, 2007
- Non mi ricordo niente (I Remember Nothing: And other Reflections) – 2010 (De Agostini, 2011)

## Riconoscimenti parziali
- Premio Oscar
  - 1984 – Candidatura alla miglior sceneggiatura originale per Silkwood
  - 1990 – Candidatura alla miglior sceneggiatura originale per Harry, ti presento Sally...
  - 1994 – Candidatura alla miglior sceneggiatura originale per Insonnia d'amore
- Candidatura al Tony Award alla migliore opera teatrale per Lucky Guy
- Candidatura ai Razzie Awards 2005 come peggior regista per Vita da strega